# Koulholé
Koulholé est une localité située dans le département de Barsalogho de la province du Sanmatenga dans la région Centre-Nord au Burkina Faso.

## Géographie
Koulholé est administrativement rattaché (avec Biou) au village de Tatoukou.

## Éducation et santé
Le centre de soins le plus proche de Koulholé est le centre médical avec antenne chirurgicale (CMA) de Barsalogho tandis que le centre hospitalier régional (CHR) se trouve à Kaya.
Koulholé possède une école primaire publique.